# 일본 프로 야구 수위 타자
일본 프로 야구에서 수위 타자(일본어: 首位打者, 슈이다샤)는 해당 프로 리그의 각 시즌별 타격 관련 타이틀 중 하나로서 가장 높은 타율을 기록한 타자에게 주어진다.

## 개요
시즌 규정 타석을 채운 타자 중 타율이 가장 높은 타자에게 주어진다. 센트럴 리그, 퍼시픽 리그에서 각각 선정되어 리그에서 시상과 상금을 수여한다.
상당히 높은 타율을 냈지만 규정 타석을 채우지 못한 타자에 대해서는 일정 조건을 채우는 것으로 대체된 “인정된 수위 타자”라는 규정도 존재한다.

### 변천 과정
일본의 프로 야구에서는 처음부터 타율이 타자를 평가하는 최대의 지표라고 생각돼 왔다. 그래서 타율 1위 선수가 타격왕으로 선정됐다. 타격 부문의 타이틀은 처음에는 타격왕 1개뿐이었지만 태평양 전쟁 이후 홈런 붐이 일어났다. 이에 따라 타율, 홈런, 타점의 3부문이 타자의 타격 능력을 평가하는 지표로 정착됐다. 타율 1위 선수의 명칭은 ‘수위 타자’로 바뀌었다.

## 역대 수위 타자

### 단일 리그 시대
| 연도      | 성명              | 소속              | 타율 |
| --------- | ----------------- | ----------------- | ---- |
| 1936 추계 | 나카네 스스무     | 나고야군          | .376 |
| 1937 춘계 | 마쓰키 겐지로     | 오사카 타이거스   | .338 |
| 1937 추계 | 가게우라 마사루   | 오사카 타이거스   | .333 |
| 1938 춘계 | 나카지마 하루야스 | 도쿄 교진군       | .345 |
| 1938 추계 | 나카지마 하루야스 | 도쿄 교진군       | .361 |
| 1939      | 가와카미 데쓰하루 | 도쿄 교진군       | .338 |
| 1940      | 기토 가즈오       | 라이온군          | .321 |
| 1941      | 가와카미 데쓰하루 | 도쿄 교진군       | .310 |
| 1942      | 고 쇼세이         | 도쿄 교진군       | .286 |
| 1943      | 고 쇼세이         | 도쿄 교진군       | .300 |
| 1944      | 오카무라 도시아키 | 긴키니혼          | .369 |
| 1946      | 가네다 마사야스   | 오사카 타이거스   | .347 |
| 1947      | 오시타 히로시     | 도큐 플라이어스   | .315 |
| 1948      | 아오타 노보루     | 요미우리 자이언츠 | .306 |
| 1949      | 고즈루 마코토     | 다이에이 스타스   | .361 |

### 양대 리그 시대
| 연도 | 센트럴 리그       | 센트럴 리그              | 센트럴 리그 | 퍼시픽 리그         | 퍼시픽 리그                | 퍼시픽 리그 |
| 연도 | 성명              | 소속                     | 타율        | 성명                | 소속                       | 타율        |
| ---- | ----------------- | ------------------------ | ----------- | ------------------- | -------------------------- | ----------- |
| 1950 | 후지무라 후미오   | 오사카 타이거스          | .362        | 오시타 히로시       | 도큐 플라이어스            | .339        |
| 1951 | 가와카미 데쓰하루 | 요미우리 자이언츠        | .377        | 오시타 히로시       | 도큐 플라이어스            | .383        |
| 1952 | 니시자와 미치오   | 나고야 드래건스          | .353        | 이이지마 시게야     | 다이에이 스타스            | .336        |
| 1953 | 가와카미 데쓰하루 | 요미우리 자이언츠        | .347        | 오카모토 이사미     | 난카이 호크스              | .318        |
| 1954 | 요나미네 가나메   | 요미우리 자이언츠        | .361        | 레리 레인스         | 한큐 브레이브스            | .337        |
| 1955 | 가와카미 데쓰하루 | 요미우리 자이언츠        | .338        | 나카니시 후토시     | 니시테쓰 라이온스          | .332        |
| 1956 | 요나미네 가나메   | 요미우리 자이언츠        | .338        | 도요다 야스미쓰     | 니시테쓰 라이온스          | .325        |
| 1957 | 요나미네 가나메   | 요미우리 자이언츠        | .343        | 야마우치 가즈히로   | 마이니치 오리온스          | .331        |
| 1958 | 다미야 겐지로     | 오사카 타이거스          | .320        | 나카니시 후토시     | 니시테쓰 라이온스          | .323        |
| 1959 | 나가시마 시게오   | 요미우리 자이언츠        | .334        | 스기야마 고헤이     | 난카이 호크스              | .323        |
| 1960 | 나가시마 시게오   | 요미우리 자이언츠        | .334        | 에노모토 기하치     | 다이마이 오리온스          | .344        |
| 1961 | 나가시마 시게오   | 요미우리 자이언츠        | .353        | 하리모토 이사오     | 도에이 플라이어스          | .336        |
| 1962 | 모리나가 가쓰하루 | 히로시마 카프            | .307        | 잭 블룸             | 긴테쓰 버펄로스            | .374        |
| 1963 | 나가시마 시게오   | 요미우리 자이언츠        | .341        | 잭 블룸             | 긴테쓰 버펄로스            | .335        |
| 1964 | 에토 신이치       | 주니치 드래건스          | .323        | 히로세 요시노리     | 난카이 호크스              | .366        |
| 1965 | 에토 신이치       | 주니치 드래건스          | .336        | 노무라 가쓰야       | 난카이 호크스              | .320        |
| 1966 | 나가시마 시게오   | 요미우리 자이언츠        | .344        | 에노모토 기하치     | 도쿄 오리온스              | .351        |
| 1967 | 나카 아키오       | 주니치 드래건스          | .343        | 하리모토 이사오     | 도에이 플라이어스          | .336        |
| 1968 | 오 사다하루       | 요미우리 자이언츠        | .326        | 하리모토 이사오     | 도에이 플라이어스          | .336        |
| 1969 | 오 사다하루       | 요미우리 자이언츠        | .345        | 나가부치 요조       | 긴테쓰 버펄로스            | .333        |
| 1969 | 오 사다하루       | 요미우리 자이언츠        | .345        | 하리모토 이사오     | 도에이 플라이어스          | .333        |
| 1970 | 오 사다하루       | 요미우리 자이언츠        | .325        | 하리모토 이사오     | 도에이 플라이어스          | .383        |
| 1971 | 나가시마 시게오   | 요미우리 자이언츠        | .320        | 에토 신이치         | 롯데 오리온스              | .337        |
| 1972 | 와카마쓰 쓰토무   | 야쿠르트 아톰스          | .329        | 하리모토 이사오     | 도에이 플라이어스          | .358        |
| 1973 | 오 사다하루       | 요미우리 자이언츠        | .355        | 가토 히데지         | 한큐 브레이브스            | .337        |
| 1974 | 오 사다하루       | 요미우리 자이언츠        | .332        | 하리모토 이사오     | 닛폰햄 파이터스            | .340        |
| 1975 | 야마모토 고지     | 히로시마 도요 카프       | .319        | 백인천              | 다이헤이요 클럽 라이온스   | .319        |
| 1976 | 야자와 겐이치     | 주니치 드래건스          | .355        | 요시오카 사토루     | 다이헤이요 클럽 라이온스   | .309        |
| 1977 | 와카마쓰 쓰토무   | 야쿠르트 스왈로스        | .358        | 아리토 미치요       | 롯테 오리온스              | .329        |
| 1978 | 미즈타니 지쓰오   | 히로시마 도요 카프       | .348        | 사사키 교스케       | 긴테쓰 버펄로스            | .354        |
| 1979 | 펠릭스 미얀       | 요코하마 다이요 웨일스   | .346        | 가토 히데지         | 한큐 브레이브스            | .364        |
| 1980 | 야자와 겐이치     | 주니치 드래건스          | .369        | 레론 리             | 롯데 오리온스              | .358        |
| 1981 | 후지타 다이라     | 한신 타이거스            | .358        | 오치아이 히로미쓰   | 롯데 오리온스              | .326        |
| 1982 | 나가사키 게이지   | 요코하마 다이요 웨일스   | .351        | 오치아이 히로미쓰   | 롯데 오리온스              | .325        |
| 1983 | 마유미 아키노부   | 한신 타이거스            | .353        | 오치아이 히로미쓰   | 롯데 오리온스              | .332        |
| 1984 | 시노즈카 도시오   | 요미우리 자이언츠        | .334        | 부머 웰스           | 한큐 브레이브스            | .355        |
| 1985 | 랜디 바스         | 한신 타이거스            | .350        | 오치아이 히로미쓰   | 롯데 오리온스              | .367        |
| 1986 | 랜디 바스         | 한신 타이거스            | .389        | 오치아이 히로미쓰   | 롯데 오리온스              | .360        |
| 1987 | 시노즈카 도시오   | 요미우리 자이언츠        | .333        | 아라이 히로마사     | 긴테쓰 버펄로스            | .366        |
| 1987 | 쇼다 고조         | 히로시마 도요 카프       | .333        | 아라이 히로마사     | 긴테쓰 버펄로스            | .366        |
| 1988 | 쇼다 고조         | 히로시마 도요 카프       | .340        | 다카자와 히데아키   | 롯데 오리온스              | .327        |
| 1989 | 워렌 크로마티     | 요미우리 자이언츠        | .378        | 부머 웰스           | 오릭스 블레이브스          | .322        |
| 1990 | 짐 파치오렉       | 요코하마 다이요 웨일스   | .326        | 니시무라 노리후미   | 롯데 오리온스              | .338        |
| 1991 | 후루타 아쓰야     | 야쿠르트 스왈로스        | .340        | 히라이 미쓰치카     | 롯데 오리온스              | .314        |
| 1992 | 잭 하웰           | 야쿠르트 스왈로스        | .331        | 사사키 마코토       | 후쿠오카 다이에 호크스     | .322        |
| 1993 | 토머스 오말리     | 한신 타이거스            | .329        | 쓰지 하쓰히코       | 세이부 라이온스            | .319        |
| 1994 | 알론조 파웰       | 주니치 드래건스          | .324        | 이치로              | 오릭스 블루웨이브          | .385        |
| 1995 | 알론조 파웰       | 주니치 드래건스          | .355        | 이치로              | 오릭스 블루웨이브          | .342        |
| 1996 | 알론조 파웰       | 주니치 드래건스          | .340        | 이치로              | 오릭스 블루웨이브          | .356        |
| 1997 | 스즈키 다카노리   | 요코하마 베이스타스      | .335        | 이치로              | 오릭스 블루웨이브          | .345        |
| 1998 | 스즈키 다카노리   | 요코하마 베이스타스      | .337        | 이치로              | 오릭스 블루웨이브          | .358        |
| 1999 | 로버트 로즈       | 요코하마 베이스타스      | .369        | 이치로              | 오릭스 블루웨이브          | .343        |
| 2000 | 긴조 다쓰히코     | 요코하마 베이스타스      | .346        | 이치로              | 오릭스 블루웨이브          | .387        |
| 2001 | 마쓰이 히데키     | 요미우리 자이언츠        | .333        | 후쿠우라 가즈야     | 지바 롯데 마린스           | .346        |
| 2002 | 후쿠도메 고스케   | 주니치 드래건스          | .343        | 오가사와라 미치히로 | 닛폰햄 파이터스            | .340        |
| 2003 | 이마오카 마코토   | 한신 타이거스            | .340        | 오가사와라 미치히로 | 닛폰햄 파이터스            | .360        |
| 2004 | 시마 시게노부     | 히로시마 도요 카프       | .337        | 마쓰나카 노부히코   | 후쿠오카 다이에 호크스     | .358        |
| 2005 | 아오키 노리치카   | 야쿠르트 스왈로스        | .344        | 와다 가즈히로       | 세이부 라이온스            | .322        |
| 2006 | 후쿠도메 고스케   | 주니치 드래건스          | .351        | 마쓰나카 노부히코   | 후쿠오카 소프트뱅크 호크스 | .324        |
| 2007 | 아오키 노리치카   | 도쿄 야쿠르트 스왈로스   | .346        | 이나바 아쓰노리     | 홋카이도 닛폰햄 파이터스   | .334        |
| 2008 | 우치카와 세이이치 | 요코하마 베이스타스      | .378        | 릭 쇼트             | 도호쿠 라쿠텐 골든이글스   | .332        |
| 2009 | 알렉스 라미레스   | 요미우리 자이언츠        | .322        | 쓰치야 뎃페이       | 도호쿠 라쿠텐 골든이글스   | .327        |
| 2010 | 아오키 노리치카   | 도쿄 야쿠르트 스왈로스   | .358        | 니시오카 쓰요시     | 지바 롯데 마린스           | .346        |
| 2011 | 조노 히사요시     | 요미우리 자이언츠        | .316        | 우치카와 세이이치   | 후쿠오카 소프트뱅크 호크스 | .338        |
| 2012 | 아베 신노스케     | 요미우리 자이언츠        | .340        | 가쿠나카 가쓰야     | 지바 롯데 마린스           | .312        |
| 2013 | 토니 블랑코       | 요코하마 DeNA 베이스타스 | .333        | 하세가와 유야       | 후쿠오카 소프트뱅크 호크스 | .341        |
| 2014 | 맷 머턴           | 한신 타이거스            | .338        | 이토이 요시오       | 오릭스 버펄로스            | .331        |
| 2015 | 가와바타 신고     | 도쿄 야쿠르트 스왈로스   | .336        | 야나기타 유키       | 후쿠오카 소프트뱅크 호크스 | .363        |
| 2016 | 사카모토 하야토   | 요미우리 자이언츠        | .344        | 가쿠나카 가쓰야     | 지바 롯데 마린스           | .339        |
| 2017 | 미야자키 도시로   | 요코하마 DeNA 베이스타스 | .323        | 아키야마 쇼고       | 사이타마 세이부 라이온스   | .322        |
| 2018 | 다얀 비시에도     | 주니치 드래건스          | .348        | 야나기타 유키       | 후쿠오카 소프트뱅크 호크스 | .352        |
| 2019 | 스즈키 세이야     | 히로시마 도요 카프       | .335        | 모리 도모야         | 사이타마 세이부 라이온스   | .329        |
| 2020 | 사노 게이타       | 요코하마 DeNA 베이스타스 | .328        | 요시다 마사타카     | 오릭스 버펄로스            | .350        |
| 2021 | 스즈키 세이야     | 히로시마 도요 카프       | .317        | 요시다 마사타카     | 오릭스 버펄로스            | .339        |
| 2022 | 무라카미 무네타카 | 도쿄 야쿠르트 스왈로스   | .318        | 마쓰모토 고         | 홋카이도 닛폰햄 파이터스   | .347        |
| 2023 | 미야자키 도시로   | 요코하마 DeNA 베이스타스 | .326        | 돈구 유마           | 오릭스 버펄로스            | .307        |
| 2024 | 타일러 오스틴     | 요코하마 DeNA 베이스타스 | .316        | 곤도 겐스케         | 후쿠오카 소프트뱅크 호크스 | .314        |

- 굵은 글씨는 리그 기록.
- 붉은색 글씨는 NPB 역대 최고 성적

## 주요 기록

### 여러 차례 수상자
- 굵은 글씨: 현역 선수
- 해당 항목 기준은 3회 이상

| 선수              | 횟 수 | 연도                                     |
| ----------------- | ----- | ---------------------------------------- |
| 하리모토 이사오   | 7     | 1961, 1967, 1968, 1969, 1970, 1972, 1974 |
| 이치로            | 7     | 1994, 1995, 1996, 1997, 1998, 1999, 2000 |
| 나가시마 시게오   | 6     | 1959, 1960, 1961, 1963, 1966, 1971       |
| 오 사다하루       | 5     | 1968, 1969, 1970, 1973, 1974             |
| 오치아이 히로미쓰 | 5     | 1981, 1982, 1983, 1985, 1986             |
| 오시타 히로시     | 3     | 1947, 1950, 1951                         |
| 요나미네 가나메   | 3     | 1954, 1956, 1957                         |
| 에토 신이치       | 3     | 1964, 1965, 1971                         |
| 알론조 파웰       | 3     | 1994, 1995, 1996                         |
| 아오키 노리치카   | 3     | 2005, 2007, 2010                         |

- 타이틀 횟수 기록
  - 이치로 : 7회(1994년 ~ 2000년) ※일본 타이 기록이자 퍼시픽 리그 타이 기록이며 메이저 리그에서는 두 차례나 획득(2001년, 2004년).
  - 하리모토 이사오 : 7회(1961년, 1967년 ~ 1970년, 1972년, 1974년) ※일본 타이 기록, 퍼시픽 리그 타이 기록
  - 나가시마 시게오 : 6회(1959년 ~ 1961년, 1963년, 1966년, 1971년) ※센트럴 리그 기록, 우타자 기록
  - 오치아이 히로미쓰 : 5회(1981년 ~ 1983년, 1985년, 1986년) ※우타자 퍼시픽 리그 기록
  - 오 사다하루 : 5회(1968년 ~ 1970년, 1973년 ~ 1974년) ※좌타자 센트럴 리그 기록

### 그 외의 기록
- 수위 타자 타율
  - 센트럴 리그 최고 타율 : 0.389 → 랜디 바스(1986년)
  - 퍼시픽 리그 최고 타율 : 0.387 → 이치로(2000년)
  - 센트럴 리그 최저 타율 : 0.307 → 모리나가 가쓰야(1962년)
  - 퍼시픽 리그 최저 타율 : 0.307 → 돈구 유마(2023년) 
    - 단일 리그 시대를 포함한 경우에는 고 쇼세이의 0.286(1942년)

  - 센트럴 리그 오른쪽 타자 최고 타율 : 0.378 → 우치카와 세이이치(2008년)
  - 퍼시픽 리그 오른쪽 타자 최고 타율 : 0.367 → 오치아이 히로미쓰(1985년)

- 센트럴·퍼시픽 양대 리그에서 수위 타자
  - 에토 신이치(센트럴 리그에서 2회, 퍼시픽 리그에서 1회)
  - 우치카와 세이이치(센트럴 리그에서 1회, 퍼시픽 리그에서 1회)[1]

- 풀 이닝 출장 수위 타자
  - 오 사다하루(1969년), 이치로(1995년), 마쓰이 히데키(2001년), 니시오카 쓰요시(2010년), 하세가와 유야(2013년)[2], 아키야마 쇼고(2017년)

## 같이 보기
- KBO 타율상